# Паризький договір (1783)

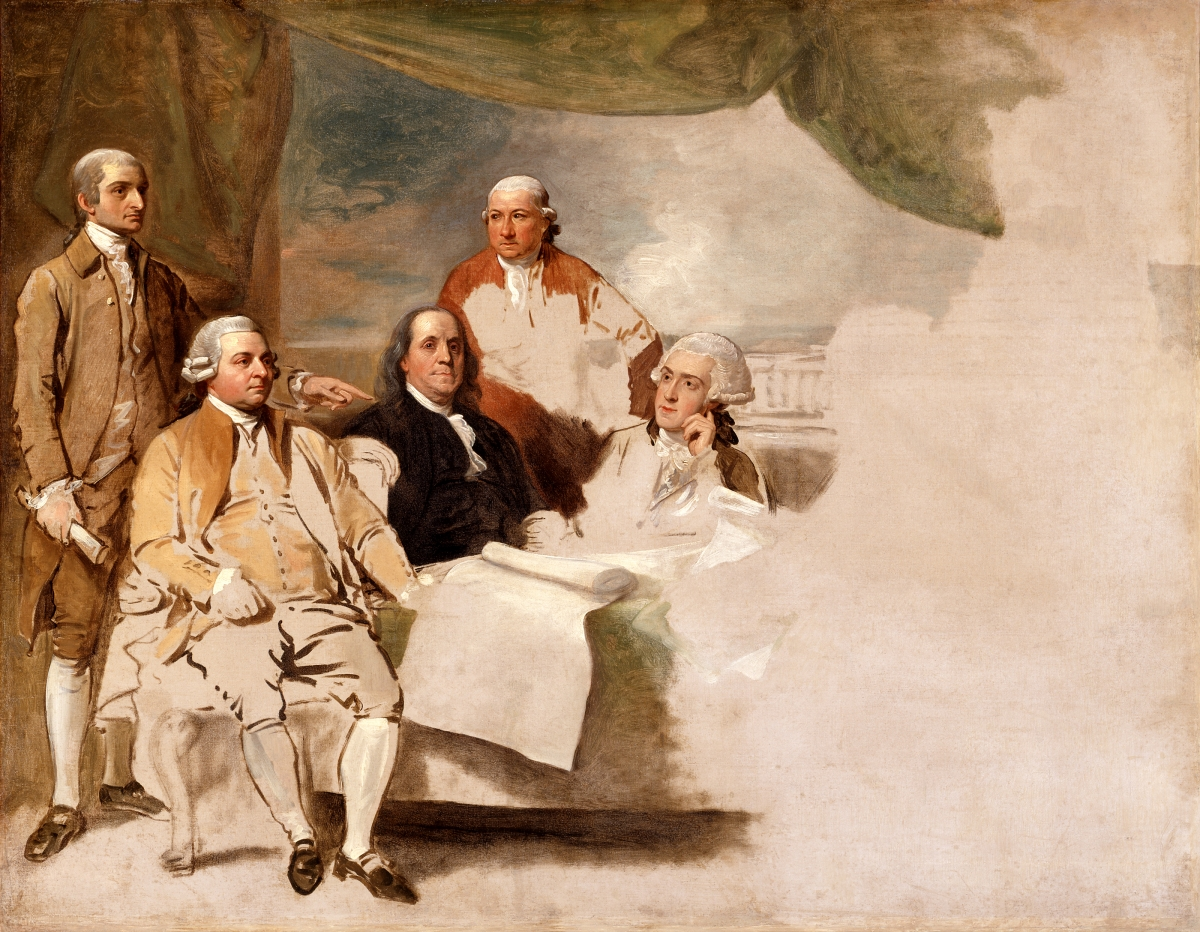
«Паризький мир», незакінчений груповий портрет роботи Бенджаміна Веста (1738—1820). На портреті, серед інших, зображені Бенджамін Франклін і Джон Адамс

Паризький або Версальський мир — система підписаних в Парижі і Версалі за посередництва французького короля договорів, що завершили Американську війну за незалежність:
- 30 листопада 1782 — попередній договір, підписаний представниками США і Великої Британії.
- 2 вересня — попередній договір між Великою Британією і Республікою Об'єднаних провінцій (остаточний текст узгоджений 20 травня 1784 року)
- 3 вересня — три великі договори — між США і Великою Британією, між Великою Британією і Французьким королівством, між Великою Британією і Іспанською імперією.

За договором між США і Великою Британією остання визнавала незалежність північноамериканських колоній і залишала за ними обширні території, що тягнулися на заході до річки Міссісіпі. Британська корона зберігала за собою Канаду, але гарантувала американцям можливість навігації по Міссісіпі і рибальства у водах Ньюфаундленду.
За іншими договорами Велика Британія поступалася Королівству Франція правами на Сенегал і Тобаго, Іспанській імперії — права на острів Менорку і прибережну частину Флориди. Республіка Об'єднаних провінцій поступалась британцям Нагапаттінамом в Індії і відкривали Малаккську протоку для їхніх суден.

## Посилання

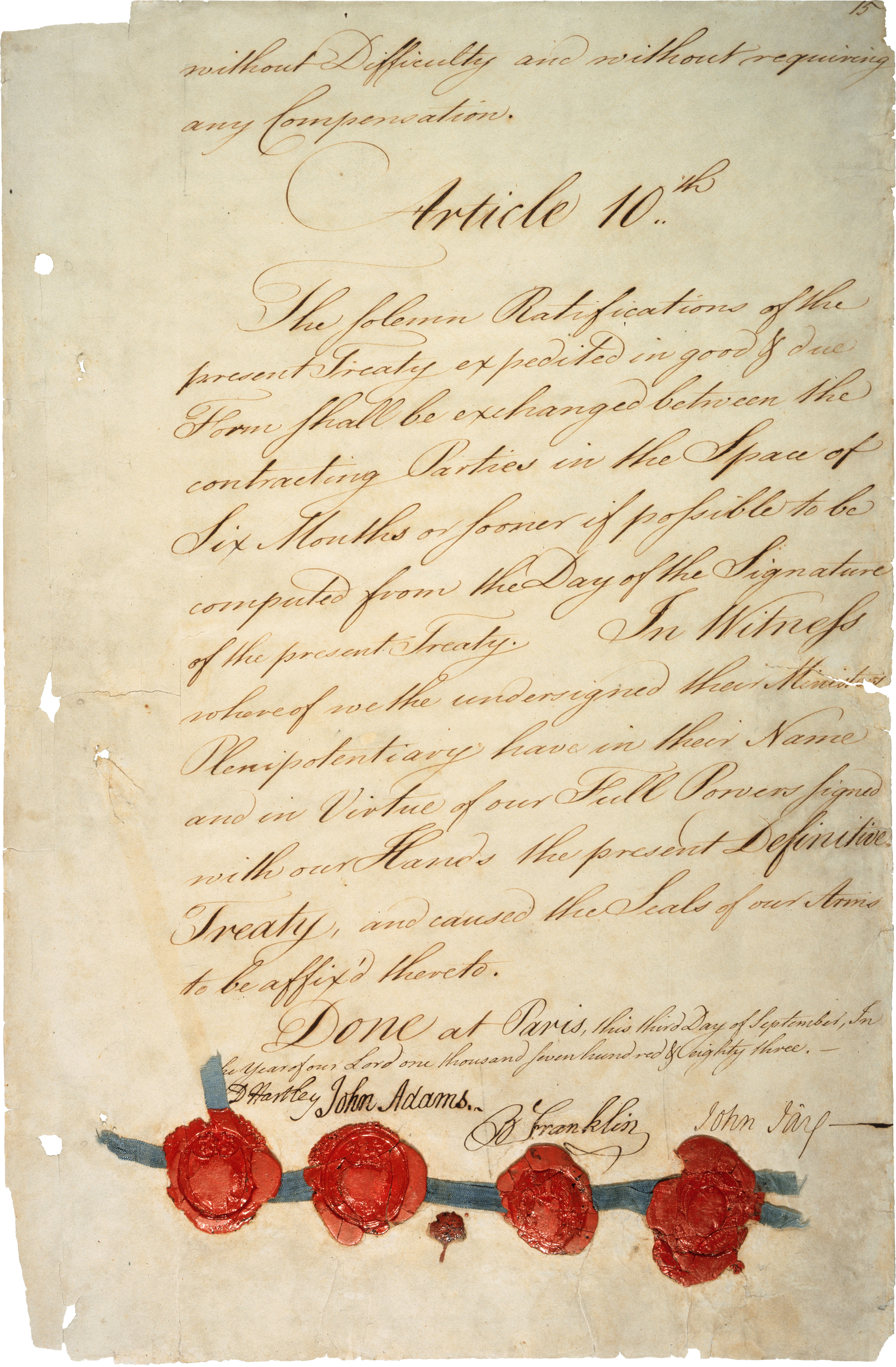
Остання сторінка договору з підписами